# Taylor Rain
Taylor Rain (ur. 16 sierpnia 1981 w Long Beach) – amerykańska aktorka i reżyserka filmów pornograficznych.

## Kariera
Urodzona w Long Beach w stanie Kalifornia, uczęszczała do Cypress College.
W listopadzie 2001, mając 20 lat po raz pierwszy wzięła udział w filmie pornograficznym wideo. W 2003 roku podpisała ekskluzywny kontrakt z Legend Video, w sierpniu 2004 z Astrux Entertainment, a w 2005 z Defiance Films i Torrid Entertainment.
Taylor wystąpiła w ponad 300 filmach, większość tych filmów zawiera sceny seksu analnego z jej udziałem. Taylor znana jest z tego, że rzadko występowała w scenach lesbijskich i w ogóle nie kręciła scen z udziałem Afroamerykanów (w jednej scenie wystąpiła z Azjatą).
Wystąpiła w serialu dokumentalnym Pornucopia: Going Down in the Valley (2004) i produkcji Digital Sin Groupie Love (2004) z raperami Lloydem Banksem i 50 Cent.
W marcu 2005 wygrała konkurs piękności gwiazd porno organizowany przez Howard Stern Radio Show, pokonując inne gwiazdy porno – Kami Andrews, Railee, Renee Pornero i Aurorę Snow.
Zadebiutowała jako reżyserka filmu 1st Strike Ass Up Face Down (2005), gdzie wzięła udział w dwóch scenach: z Nickiem Manningiem oraz Anthonym Hardwoodem i Markiem Davisem. 
W grudniu 2005 Rain ogłosiła, że zrezygnowała z występów w filmach pornograficznych, wyrażając chęć założenia rodziny. Jednak firma Defiance Films przedłużyła umowę o dwa lata. Uruchomiła swoją stronę internetową, clubtaylorrain.com. 
Podjęła pracę jako pośrednik w handlu nieruchomościami.

## Problemy z prawem
W lutym 2007 spędziła 20 dni w więzieniu za posiadanie marihuany i prowadzenie auta pod wpływem tego narkotyku.

## Życie prywatne
10 stycznia 2004 wyszła za mąż za Scotta Faynera, lecz w maju 2004 małżeństwo zostało unieważnione. Z nieformalnego związku z Keithem O’Connorem, ma dwie córki – Emmę (ur. 2008) i Paisley (ur. 2009). 12 czerwca 2020 zawarła związek małżeński z Curtisem McAffee. 

## Nagrody
| Rok  | Nagroda                             | Kategoria                        | Film                  | Inni wykonawcy                                                 |
| ---- | ----------------------------------- | -------------------------------- | --------------------- | -------------------------------------------------------------- |
| 2003 | Fans of X–Rated Entertainment Award | Wiedźma roku                     | –                     | –                                                              |
| 2004 | XRCO Award                          | Najlepsza scena seksu grupowego  | Flesh Hunter 5 (2003) | Arnold Schwartzenpecker, John Strong, Trent Tesoro i Mark Wood |
| 2006 | F.A.M.E. Awards                     | Ulubiona gwiazdka seksu analnego | –                     | –                                                              |